# Leversjön, Småland
Leversjön är en sjö i Gislaveds kommun i Småland och ingår i Nissans huvudavrinningsområde. Sjön har en area på 0,084 kvadratkilometer och ligger 226,1 meter över havet.

## Delavrinningsområde
Leversjön ingår i det delavrinningsområde (637516-137296) som SMHI kallar för Mynnar i Nissan. Medelhöjden är 216 meter över havet och ytan är 6,05 kvadratkilometer. Det finns inga delavrinningsområden uppströms utan avrinningsområdet är högsta punkten. Lerbäcken som avvattnar avrinningsområdet har biflödesordning 2, vilket innebär att vattnet flödar genom totalt 2 vattendrag innan det når havet efter 146 kilometer. Delavrinningsområdet består mestadels av skog (93 procent). Avrinningsområdet har 0,08 kvadratkilometer vattenytor vilket ger det en sjöprocent på 1,4 procent.